# Rosa Russo Iervolino
Rosa Iervolino, vedova Russo (Napoli, 17 settembre 1936), è una politica italiana, più volte ministra della Repubblica Italiana e sindaca di Napoli dal 2001 al 2011.
È stata parlamentare dal 1979 al 2001 tra la Camera dei deputati e il Senato della Repubblica, ricoprendo vari incarichi parlamentari, svolgendo il ruolo di Ministro per gli affari sociali dal 1987 al 1992, Ministro della pubblica istruzione dal 1992 al 1994 e Ministro dell'interno nel governo D'Alema I, la prima donna ad essere a capo del Viminale.

## Biografia
Nata a Napoli, figlia di Angelo Raffaele Jervolino, ministro nei governi De Gasperi V, Segni II, Tambroni, Fanfani III e IV, Leone I, Moro I e II, e di Maria De Unterrichter, entrambi parlamentari della Democrazia Cristiana all'Assemblea Costituente.
Conosciuta anche con la trascrizione del cognome Jervolino, o col vezzeggiativo "Rosetta", si è presentata alle competizioni elettorali come Rosa Iervolino Russo, con il cognome da nubile (trascritto con la I in luogo della J per un errore anagrafico) anteposto a quello del marito.
Si è sposata il 26 ottobre 1964 con Vincenzo Russo, noto medico di Vasto (Chieti), con Aldo Moro che era il suo testimone. Dal marito ha avuto tre figli: Michele, Maria Cristina e Francesca. È rimasta vedova prima di aver compiuto cinquant'anni, continuando comunque a farsi conoscere pubblicamente con il cognome del marito oltre che con il proprio. È cugina del filosofo e politico Domenico Jervolino. Laureata in giurisprudenza, fece parte dell'ufficio studi del Consiglio nazionale dell'economia e del lavoro (CNEL) dal 1961 al 1968, mentre dal 1969 al 1973 collaborò con l'Ufficio Legislativo del Ministero del Bilancio e della programmazione economica.

## Carriera politica

### Gli inizi

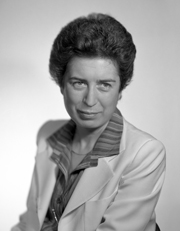
La Iervolino senatrice

Impegnata politicamente nella Democrazia Cristiana, anche per tradizione familiare, divenne vicepresidente della sua Federazione Femminile, con cui lavorò dal 1968 al 1978. Responsabile dei rapporti tra lo Scudo Crociato e la famiglia dal 1974, alle 1979 viene eletta per la prima volta senatrice (rimarrà al Senato sino al 1992, quando subito dopo la rielezione si dimise in omaggio alla nuova norma interna alla DC, che stabiliva l'incompatibilità tra la carica di Ministro e quella di parlamentare.

### Ministra per gli affari sociali
Presidente della commissione parlamentare di vigilanza RAI dal 1985 al 1987, in seguito alla nascita del governo Goria, venne nominata Ministra per gli Affari Sociali, la prima donna a ricoprire quella carica, per poi essere confermata in questa carica anche nei successivi governi guidati da Ciriaco De Mita e Giulio Andreotti. In questi anni è anche presidente del Consiglio d'Istituto di uno degli istituti superiori più prestigiosi di Roma, la Scuola Pontificia Pio IX dei Fratelli di Nostra Signora della Misericordia.
In veste di Ministra per gli affari sociali, si fece promotrice assieme a Bettino Craxi, che perseguiva la politica reaganiana del "Just Say No", del Testo unico delle leggi in materia di disciplina degli stupefacenti e sostanze psicotrope (art. 118 del DPR 309/1990 e Decreto 444/1990), che di fatto stabiliva la punibilità dei consumatori di stupefacenti. La legge, cosiddetta Craxi-Iervolino-Vassalli, dai nomi dei primi firmatari, si attirò le critiche degli antiproibizionisti e venne parzialmente abrogata con un referendum il 18 aprile del 1993.

### Ministra della pubblica istruzione
Nominata successivamente Ministra della pubblica istruzione nel primo governo di Giuliano Amato, non consentì la distribuzione all'interno delle scuole superiori di un fumetto informativo sull'AIDS di "Lupo Alberto" che informava gli studenti sulla modalità di uso del preservativo, suscitando polemiche.
Come presidente della Democrazia Cristiana assistette all'opera di rinnovamento portata avanti dal segretario Mino Martinazzoli che portò alla fondazione del Partito Popolare Italiano al termine del processo di scioglimento della Democrazia Cristiana, provata dalle indagini di Mani pulite e dal processo per mafia a Giulio Andreotti, che determinarono un forte calo di consensi per il partito di ispirazione cattolica.
Con le dimissioni di Martinazzoli nel marzo 1994, dopo il risultato deludente delle elezioni politiche del 1994, venne creato un comitato di reggenza di cui fece parte (assieme a Gerardo Bianco, Gabriele De Rosa e Mario Forte) e assunse la sua guida, come presidente del Consiglio nazionale, dilaniato da scandali e presunta corruzione; nello stesso anno fu eletta alla Camera dei deputati.

### Elezione a deputata
Favorevole al progetto de L'Ulivo di Romano Prodi, alle elezioni politiche del 1996 viene rieletta alla Camera dei deputati, e successivamente diventa Presidente della 1ª Commissione Affari Costituzionali della Camera.
Con la nascita del nuovo governo presieduto da Massimo D'Alema, il 21 ottobre 1998 giura nelle mani del Presidente della Repubblica Scalfaro come Ministra dell'interno. È la prima donna della storia d'Italia ad occupare quest'incarico.
Durante l'elezione del Presidente della Repubblica Italiana del 1999, dove il nome di Carlo Azeglio Ciampi prevalse al primo turno di votazioni, la Iervolino ricevette 16 voti, palesandosi come nome femminile assieme al nome del Commissario europeo Emma Bonino.

### Sindaca di Napoli

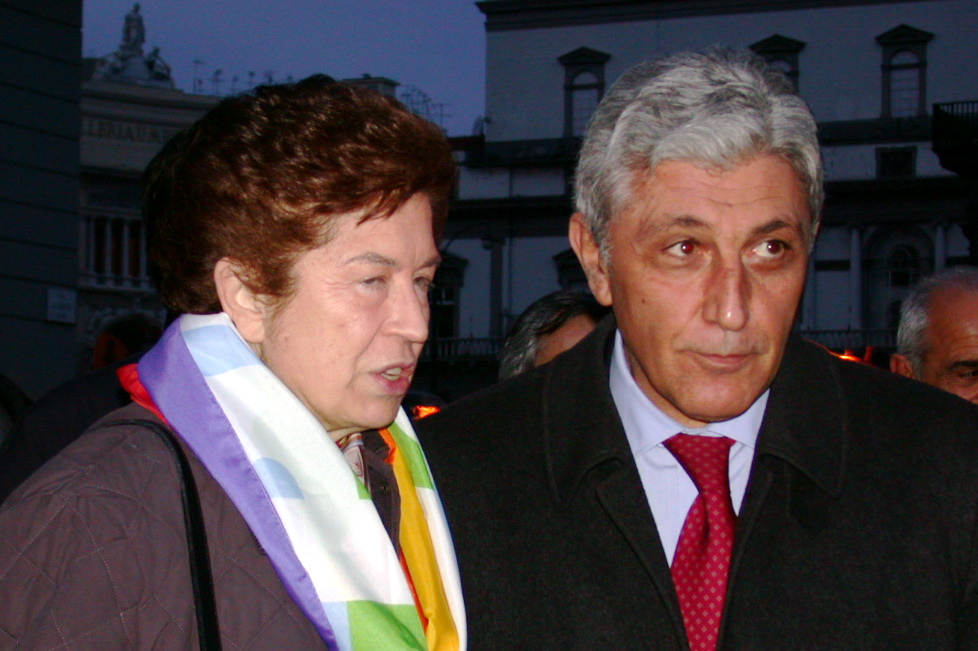
Iervolino, all'epoca sindaca di Napoli, con il presidente della Regione Campania ed ex sindaco del capoluogo campano Antonio Bassolino a Napoli.

Alle elezioni amministrative del 2001 si candida a sindaca di Napoli, sostenuta da una coalizione di centro-sinistra formata da: Partito Popolare Italiano, Democratici di Sinistra, Rifondazione Comunista, Federazione dei Verdi, Partito dei Comunisti Italiani, Rinnovamento Italiano, Socialisti Democratici Italiani, Unione Democratici per l'Europa, I Repubblicani e dalla Lista Civica per Napoli. Viene eletta al secondo turno con il 52,9% dei voti, battendo al ballottaggio il candidato di centro-destra Antonio Martusciello, e divenendo la prima donna a ricoprire la carica di sindaca di Napoli.
Viene riconfermata sindaca nel 2006 al primo turno, con il 57% delle preferenze contro il candidato del centrodestra Franco Malvano, ex questore di Napoli.
Dal 23 maggio 2007 è uno dei 45 membri del Comitato nazionale per il Partito Democratico che riunisce i leader delle componenti del futuro PD.

#### Iniziative

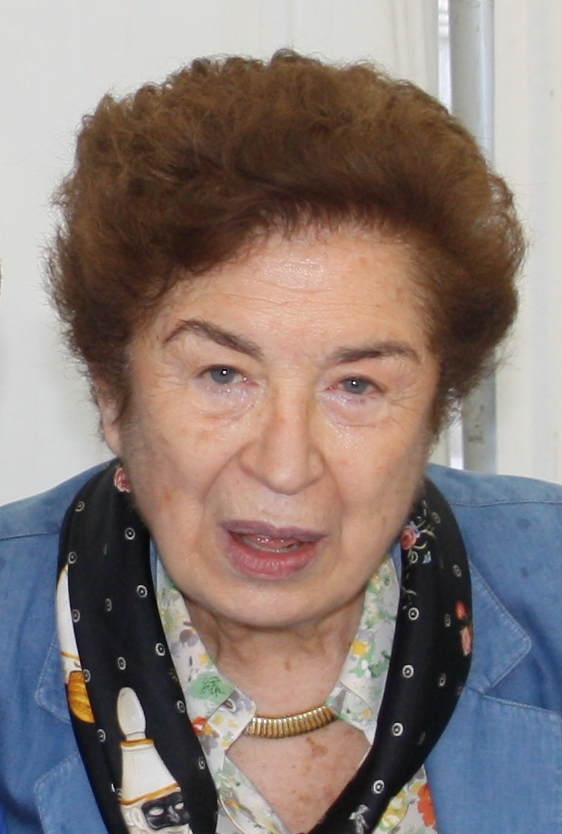
Rosa Russo Iervolino al Gay Pride di Napoli nel 2010

Nella sua attività di sindaca vanno segnalati alcuni punti essenziali: in primo luogo l'approvazione del Nuovo Piano Regolatore Generale, di particolare rilievo in una città con la storia urbanistica di Napoli, e poi il nuovo sistema delle metropolitane, la riforma del decentramento e la scelta di difendere la gestione pubblica di alcuni servizi, in particolare dell'acqua, con interventi anche personali della Iervolino che ha aderito al referendum contro la privatizzazione. L'urbanistica e la riorganizzazione del territorio urbano sono l'aspetto più evidente dell'Amministrazione Iervolino, con il Programma per il Centro Storico patrimonio UNESCO (120 interventi con uno stanziamento di partenza d 240 milioni di euro), i lavori per la riqualificazione di Bagnoli, dove accanto alla Città della Scienza si annoverano il Parco dello Sport, il Turtle Point e la Porta del Parco, ed è quasi completata la bonifica dei suoli gravemente inquinati dai preesistenti insediamenti industriali.
La priorità dell'Amministrazione Iervolino è il nuovo sistema dei trasporti e della mobilità: parcheggi di interscambio, estensione delle zone a traffico limitato e delle aree pedonalizzate, e soprattutto il completamento del grande sistema di trasporto pubblico su ferro. In particolare vi è il grande lavoro in corso per la costruzione della nuova rete della Metropolitana: 10 linee su ferro, collegate tra loro ed inserite nel sistema regionale integrato dei trasporti. Durante il suo mandato Napoli ottenne l'attribuzione di importanti eventi internazionali, come il "Forum Universale delle Culture" e il "Congresso Astronautico Internazionale" nel 2012.

#### Critiche all'operato
Iervolino ha incontrato tuttavia anche grandi critiche. In particolare ha dovuto affrontare nel 2008 lo scandalo rifiuti che ha coinvolto il napoletano, determinata dalle difficoltà nello smaltimento in seguito alla chiusura di alcune discariche.
Successivamente la Giunta comunale è stata colpita dalla vicenda giudiziaria determinata dalle indagini sulla delibera Global Service approvata dal Comune, che si è conclusa in primo grado con molte assoluzioni e due condanne per corruzione (Romeo e Mautone), con serie conseguenze politiche e dure polemiche anche all'interno dello stesso partito della sindaca. In quella occasione la Iervolino rinnovò in gran parte la composizione della Giunta, che ha poi subìto pochi cambiamenti negli anni successivi.
Forti polemiche scaturirono anche a seguito delle polemiche dimissioni, nel dicembre 2009, dell'assessore al bilancio Riccardo Realfonzo, economista e docente universitario, che era subentrato nel gennaio 2009 ad Enrico Cardillo (quest'ultimo era tra gli indagati nell'ambito dell'inchiesta Global Service).
Critiche anche dal suo successore, l'ex-magistrato eletto sindaco Luigi De Magistris: "Per almeno tre anni la città non è stata male amministrata: non è stata amministrata per niente. Quando siamo arrivati a Palazzo San Giacomo, tre mesi fa, non funzionavano nemmeno le penne". Il 2 marzo 2011 31 consiglieri comunali su 60 rassegnano le loro dimissioni per provocare lo scioglimento del consiglio stesso, ma ciò non accade per alcuni vizi procedurali. Terminerà quindi il mandato nel giugno dello stesso anno, quando a Palazzo San Giacomo le succederà l'ex magistrato Luigi de Magistris.

### Dopo l'amministrazione di Napoli
Nel 2016 si è dichiarata contraria alla riforma costituzionale Renzi-Boschi proposta dal governo Renzi, affermando che "... chi ha scritto quella legge non sa cosa sia il Parlamento. Si finiva col complicare l’iter delle leggi che invece si pretendeva di semplificare, anche se sicuramente in buona fede", ma per rispetto al PD non si è mai voluta impegnare pubblicamente per la campagna per il NO.
Nel 2020, in occasione del referendum costituzionale sulla riduzione del numero dei parlamentari legato alla riforma avviata dal governo Conte I guidato dalla Lega assieme al Movimento 5 Stelle e concluso dal governo Conte II guidato dalla coalizione M5S e PD, annuncia di schierarsi per il NO.

## Provvedimenti giudiziari
Nel febbraio 2013 la Corte dei Conti ha condannato la Iervolino a risarcire 560.893 euro al Comune per le centinaia di operai ed ex lavoratori socialmente utili, chiamati negli anni 2000 negli enti di bacino per lavorare alla raccolta differenziata, ma in realtà inattivi.